# Color of Life
『Color of Life』（カラー・オブ・ライフ）は、下野紘の1枚目のミニアルバム。2018年3月14日にポニーキャニオンから発売された。

## 録音、制作
2016年10月9日にパシフィコ横浜で開催された『下野紘スペシャルステージ「ONE CHANCE」』で制作を発表。「colors」がミニアルバムに収録されることが決まったことから、コンセプトが「カラー」に決定。6つの色をアッパーチューン、ジャズ風ミドルレンジのロックテイストで表現している。各色をテーマに楽曲制作を行ったのではなく、制作された曲のイメージに合う色を当てはめる形で各曲のコンセプトとなる色を曲名に組み込んだ。アルバムタイトルは、収録曲制作時、「人生の色々な場面を切り取った曲」という思いを込めて下野は楽曲制作を行っていた為、下野の中で「人生いろいろ」というワードが印象に残り、そこから「人生の色」をテーマにすることが決まり、「人生の色」を英訳した「Color of Life」に決定した。様々な色を曲名につけ、色々なタイプの曲を制作したため、様々なアーティストとしての下野の可能性を試した実験的な作品となった。
「Black Thunder」は、「REAL3部作」をテーマにし、「リアル-REAL-」、「ONE CHANCE」と同様のコンセプトで制作した、「リアル-REAL-」と「ONE CHANCE」を繋ぐ曲。当初は起用された『ニル・アドミラリの天秤』に寄せた曲を構想していたが、テレビアニメの制作スタッフから「下野の楽曲のまま、作品に少し触れる曲」と依頼された為、ロック曲となった。詞は『ニル・アドミラリの天秤』からイメージされる「天秤」、声優からイメージされる「代役」、「演じる」、「リアル-REAL-」、「ONE CHANCE」を意識したワードが組み込まれている。レコーディングは収録曲の中で最後に行われた。
「Ever Red」は血縁、親子の「血」、レコーディング時に夕焼けの公園をイメージした為、「赤」がタイトルに入った。「Black Thunder」と対比構造にある曲。
「Fellow Yellow」はライブを意識して制作。曲中にクラップをする部分を取り入れている。詞の「いつかぼくらがこの人生に逆襲されてしまわぬよう」というフレーズは下野が好きなテレビアニメ『無責任艦長タイラー』に登場するセリフを意識している。
「Violet Phantom」は下野自身がジャズを聴いていたことから制作された。当初はテーマの「嫉妬」を「怪盗」に見立て、詞を制作していたが、抽象的な表現に変更された。サビ以外のメロディーラインが異なっている為、レコーディング時は苦労した。
「Blue Moon」の作詞は下野が担当。レコーディング当日まで制作を行った。作詞は風呂場や電車の中、テレビを観ている時など、何気ない時間にワードが浮かび、夜に制作を行うことが多かった。当初は「Running High」のカップリング曲「Pleasure」制作時の候補曲であり、その曲をバラードアレンジに変更して制作された。候補曲時のタイトルは「水連花」。
「colors」は2016年10月9日にパシフィコ横浜 国立大ホールで開催された『下野紘スペシャルステージ「ONE CHANCE」』に向けて、歌える曲数を増やすために制作された曲。「colors」を制作したことで、違う方向性のアーティストイメージや曲の表現を楽しめるようになった。

## 音楽性
リード曲「Black Thunder」はギターのドライブ感が響く攻撃的なロック曲。モチーフは「黒色」。
「Ever Red」はスケール感のあるスタジアムロック曲。テーマは「家族」。親子、家族の大切さを描いている。
「Fellow Yellow」はミディアムテンポのレゲエロック曲。テーマは「休息」であり、肩の力を抜いた応援ソング。人生最後の日に、「人生が楽しかった」、「幸せだった」と思えるような後悔のない生き方をする事、「時には休息を取ることも必要」という思いを込めている。
「Violet Phantom」はファンタジックな世界観を描いたジャズテイストロック。テーマは「嫉妬心」。ストーリー仕立ての構成になっており、「ファントムの正体は自分の中にあるもの」というメッセージを込めている。
「Blue Moon」は通勤、通学で疲れている人に向けた癒し曲。「colors」のテーマは「自由」。「誰かの色に染まるより、自分の色、個性を出していこう」という思いが込められたメッセージソング。

## リリース、プロモーション
初のミニアルバム。初回限定盤、きゃにめ限定盤、通常盤の3種リリース。初回限定盤にはリード曲「Black Thunder」のミュージックビデオとジャケットメイキング映像、きゃにめ限定盤にはリード曲「Black Thunder」のミュージックビデオ、スペシャルメイキング(ジャケット&MVメイキング映像)が収録されたDVDが同梱。各盤にブックレットが付属。きゃにめ予約者イベント、アニメイト予約者イベントを2月10日に有楽町朝日ホール、2月17日にマイドームおおさか Fホールで開催。2月17日にYouTubeの「Anime PONY CANYON」でリード曲「Black Thunder」のPVのショートバージョン、コメント動画を配信。

## アートワーク
アートワークのコンセプトは「原点回帰」であり、「リアル-REAL-」と同様の革ジャンの衣装を採用している。ブックレットは、黒、白の衣装を基調とし、カラーライトを使用し、アルバムのコンセプトの「色」を表現した。

## ミュージック・ビデオ
リード曲「Black Thunder」のミュージック・ビデオは下野のバイクシーン、荒野でのバンド演奏シーン、爆発シーンなどで、ソリッドかつロックな楽曲の世界観を表現した疾走感溢れる映像。楽曲のテーマの「黒」を押し出している。
企画時に爆破シーンが1番に決まり、原点時の革ジャケット＝バイクの全体像になった。また、爆破は合成ではなく実際に爆破をしており1発本番だったという。本人的には見るとそれまでの経緯が全て知っているからこそ笑ってしまうという。

## ツアー
2018年7月21日から28日まで本作を引っ提げたライブハウスツアー『下野 紘ライヴハウスツアー2018 "Color of Life"』を開催。既存のライブイベントは朗読劇などを織り交ぜた構成となっていたが、本ツアーは初のライブのみの構成となっている。歌手活動を行うにあたり、アーティストとしての姿のみをライブで見せたいという思いを下野が抱いていたため、本ツアーの構成がライブのみとなった。
東京公演の模様を収録したBlu-ray、DVDを12月26日に発売。初回限定版、きゃにめ限定版の計4種リリース。音声特典として東京公演で初披露された「Change＋ing」を収録したCDを付属。映像特典としてメイキング映像、各公演の幕間映像、エンディング映像を収録。
「Change＋ing」は、「自分らしく生きて行くこと」をテーマにしたロック曲。
| #   | タイトル                                                                 | 作詞 | 作曲・編曲 |
| --- | ------------------------------------------------------------------------ | ---- | ---------- |
| 1.  | 「Black Thunder」                                                        |      |            |
| 2.  | 「リアル-REAL-」                                                         |      |            |
| 3.  | 「Violet Phantom」                                                       |      |            |
| 4.  | 「beyond…」                                                              |      |            |
| 5.  | 「約束」                                                                 |      |            |
| 6.  | 「Fellow Yellow」                                                        |      |            |
| 7.  | 「Running High」                                                         |      |            |
| 8.  | 「3つの翼」                                                              |      |            |
| 9.  | 「スパイラル*パンセ」                                                    |      |            |
| 10. | 「廃墟に咲く夢」                                                         |      |            |
| 11. | 「Ever Red」                                                             |      |            |
| 12. | 「Blue Moon」                                                            |      |            |
| 13. | 「colors」                                                               |      |            |
| 14. | 「ONE CHANCE」                                                           |      |            |
| 15. | 「Pleasure」                                                             |      |            |
| 16. | 「Change＋ing（東京）」（ENCORE） 「リアル-REAL-（愛知・大阪）」(ENCORE) |      |            |
| 17. | 「リアル-REAL-（東京）」（ENCORE） 「Pleasure（愛知・大阪）」(ENCORE)    |      |            |
| 18. | 「Pleasure（東京）」(W-ENCORE)                                           |      |            |

### Blu-ray Disc、DVD
| #         | タイトル                 | 作詞   | 作曲・編曲 |
| --------- | ------------------------ | ------ | ---------- |
| 1.        | 「Black Thunder」        |        |            |
| 2.        | 「リアル-REAL-」         |        |            |
| 3.        | 「Violet Phantom」       |        |            |
| 4.        | 「beyond…」              |        |            |
| 5.        | 「約束」                 |        |            |
| 6.        | 「Fellow Yellow」        |        |            |
| 7.        | 「Running High」         |        |            |
| 8.        | 「3つの翼」              |        |            |
| 9.        | 「スパイラル*パンセ」    |        |            |
| 10.       | 「廃墟に咲く夢」         |        |            |
| 11.       | 「Ever Red」             |        |            |
| 12.       | 「Blue Moon」            |        |            |
| 13.       | 「colors」               |        |            |
| 14.       | 「ONE CHANCE」           |        |            |
| 15.       | 「Pleasure」             |        |            |
| 16.       | 「Change＋ing」(ENCORE)  |        |            |
| 17.       | 「リアル-REAL-」(ENCORE) |        |            |
| 18.       | 「Pleasure」(W-ENCORE)   |        |            |
| 合計時間: | 合計時間:                | 129:21 |            |

| #         | タイトル       | 作詞      | 作曲      | 編曲      | 時間 |
| --------- | -------------- | --------- | --------- | --------- | ---- |
| 1.        | 「Change+ing」 | RUCCA     | 宗田崇    | 高橋諒    | 4:09 |
| 合計時間: | 合計時間:      | 合計時間: | 合計時間: | 合計時間: | 4:09 |

| #         | タイトル                            | 作詞  | 作曲・編曲 | 時間  |
| --------- | ----------------------------------- | ----- | ---------- | ----- |
| 1.        | 「MAKING MOVIE」                    |       |            | 72:37 |
| 2.        | 「INTERLUDE MOVIE -NAGOYA・OSAKA-」 |       |            | 4:14  |
| 3.        | 「ENDING MOVIE -NAGOYA・OSAKA-」    |       |            | 2:33  |
| 合計時間: | 合計時間:                           | 79:24 |            |       |

#### スタッフ・クレジット
- Performed by 下野 紘
- SHIMONO BAND
  - Guitar / Band Master：宮崎京一
  - Guitar：AYUMU
  - Bass：目黒郁也
  - Drums：北村望
  - Manipulator / Percussion：大串友紀
  - Chorus：芳賀政哉

##### STAGE STAFF
- Sound Producer：山田公平（APDREAM）
- Stage Producer：槙圭一郎（Music Gate）
- Stage Set Coordinator：村上光秋（NIHON STAGE）
- F.O.H Sound Operator：伊田厚生（KENNEK KNOCK）
- FB Sound Operator：藤田昇一（SHOUT）
- Lighting Designer：磯川敬徳（TOKYO BUTAI SHOWMEI）
- Lighting Operator：磯川敬徳（TOKYO BUTAI SHOWMEI）
- Pinspot Operator：草間成美（TOKYO BUTAI SHOWMEI）
- Illumination：中西隆文（DENKO）
- Video Coodinator：石渡広之（Ray）
- Video Operator：岡本晃典（Ray）
- LED：Jo Byungkyu（BTJ）
- Special Effects：向山竜太（SLASH）、佐藤和彦（GIMMICK）
- Laser：岩崎耕一（Iwasaki Shokai Head Office）、三宅伯季（Random）
- Musical Instrument：橋本哲彦、三浦剛、伊藤芳英（SOUND CREW）、藤田健（Freelance）
- Manipulator Assistant：木村俊仁（SLOTH MUSIC）
- Transport：遠藤博（DELIC）
- Sound Recording：内田武夫、四ノ宮祐（TAMCO）
- Recording Engineer：飯塚明、多田雄太（PONY CANYON）
- Concert Promoter / NAGOYA：船木雄一（SUNDAY FOLK PROMOTION）
- Concert Promoter / OSAKA：波多野亘、貴志大輔（SOUND CREATOR）
- Concert Promoter / TOKYO：藤村純平（SOGO TOKYO）
- Choregrapher：KAZOO（迦琉真project）
- Hair & Make up：中島康平（UNVICIOUS）、小田桐由加里（appetite）
- Costume Design & Styling：SUGI（FINEST）
- Artist Management：西島由佳、武田錬（I'm Enterprise）
- Executive Producer：松田陽一（I'm Enterprise）

##### VIDEO STAFF
- Editor：鶴尾正彦（映像通信）
- MA：高橋正敏（映像通信）
- Producer：今井翔太（要堂）
- Director / SW：飯塚(S)充洋（要堂）
- Assistant Director：太田希真知（要堂）
- Production Manager：柳舘陸海、石川果昴（要堂）
- Cameraman：中村勇喜、高橋雄樹、小屋畑晃洋、上村厚次朗、小島直明、濱崎直美（権四郎）
- Camera Assistant：太田垣有人、鍵本侑希、服部雛乃（権四郎）
- Video Engineer：本間宏海（権四郎）
- VTR：ホウユテン（権四朗）
- Document Camera：椎野泰平

##### Blu-ray & DVD STAFF
- Artwork Director：齊藤拓也（NPC）
- Artwork Coordinator：大橋雅宏（NPC）
- Photographer：福岡諒祠（GEKKO）
- Blu-ray & DVD：Authoring：高松勝則、古川達夫（PCE）
- Blu-ray & DVD Authoring Coodinator：三日尻匡、安野文左衣（PCE）
- Release Operator：遠藤義明（PONY CANYON）

##### PONY CANYON TEAM SHIMONO
- Chef Producer：大日向洋
- Production Producer：井上弘美
- Assistant Producer：小池かれん
- Promoter：生﨑孟
- Concert Management：青柳勝
- Concert Production：夏見歩、吉嶺秀太
- Merchandising：矢萩久登
- Sales Promoter：小出英樹
- Ticketing：木村剛史
- General Manager：笹木孝弘、浅見真人、井本直樹
- Executive Producer：古川陽子
- Special Thanks：安原潔（E.E.A）、江崎加子男（I'm Enterprise）

## 批評
CDジャーナルは、「ピュアな少年ボイスでハードなロック歌謡から、バラードまで歌いこなしている」と評した。

## 収録曲
| #         | タイトル           | 作詞      | 作曲            | 編曲      | 時間  |
| --------- | ------------------ | --------- | --------------- | --------- | ----- |
| 1.        | 「Black Thunder」  | RUCCA     | 高橋諒          | 高橋諒    | 4:43  |
| 2.        | 「Ever Red」       | RUCCA     | Takahiro Suzuki | 渡辺拓也  | 3:55  |
| 3.        | 「Fellow Yellow」  | RUCCA     | 福島貴夫        | 福島貴夫  | 4:57  |
| 4.        | 「Violet Phantom」 | RUCCA     | 田熊知存        | 田熊知存  | 4:01  |
| 5.        | 「Blue Moon」      | 下野紘    | 桑原聖          | 酒井拓也  | 4:56  |
| 6.        | 「colors」         | RUCCA     | 渡辺拓也        | 渡辺拓也  | 10:22 |
| 合計時間: | 合計時間:          | 合計時間: | 合計時間:       | 合計時間: | 32:54 |

| #         | タイトル                              | 作詞  | 作曲・編曲 | 時間  |
| --------- | ------------------------------------- | ----- | ---------- | ----- |
| 1.        | 「Black Thunder」(ミュージックビデオ) |       |            | 4:56  |
| 2.        | 「Special Making」(Jacket Making)     |       |            | 10:08 |
| 合計時間: | 合計時間:                             | 15:04 |            |       |

| #         | タイトル                              | 作詞  | 作曲・編曲 | 時間  |
| --------- | ------------------------------------- | ----- | ---------- | ----- |
| 1.        | 「Black Thunder」(ミュージックビデオ) |       |            | 4:56  |
| 2.        | 「Special Making」(Jacket Making)     |       |            | 10:08 |
| 3.        | 「Special Making」(MV Making)         |       |            | 19:27 |
| 合計時間: | 合計時間:                             | 34:31 |            |       |

## メディアでの使用
| Black Thunder | テレビアニメ『ニル・アドミラリの天秤』エンディングテーマ |
| colors        | 舞台『QUICK DRAW』スペシャルタイアップソング             |

## スタッフ・クレジット
- Performed by Hiro Shimono
- Producer：Hiromi Inoue（PONY CANYON）
- Sound Producer & Director：Kohei Yamada（APDREAM）
- Additional Vocal Director：Seiya Haga（Artus）
- Recording & Mixing Engineer：Takehiko Naito（Sound City）
- Recorded at Motoazabu Studio,Sound City,PONYCANYON ShibuyaStudio
- Mastering Engineer：Yuta Tada（PONY CANYON）
- A&R：Hiroshi Ohinata（PONY CANYON）
- Sales Promoter：Hideki Koide（PONY CANYON）
- Event Planner：Karen Koike（PONY CANYON）
- Release Operator：Tomomi Ozawa（PONY CANYON）
- Chief Producer：Shinji Horikiri（PONY CANYON）
- Executive Producer：Takahiro Sasaki（PONY CANYON）,Youichi Matsuda（I'm Enterprize）
- Artist Management：Yuka Nishijima,Ren Takeda（I'm Enterprize）
- Authring Team：Tadashi Mikajiri,Fusae Yasuno,Keiko Tani（PONY CANYON ENTERPRISE）
- Hair & Make：Kohei Nakashima（UNVICIOUS）
- Stylist：SUGI (FINEST),Yuto Murakami
- Official Site：Yuichi Ishizuka（Pierrot）
- Special Thanks：Kiyoshi Yasuhara（E.E.A）,Everyone who kindly supported us.

### 楽曲スタッフ
- 01.「Black Thunder」
  - Bass & Guitar：高橋諒
  - Drum：吉田太郎
- 02.「Ever Red」
  - Guitar：渡辺拓也
  - Bass：カシムラトモヤ
  - Drum：北村望
- 05.「Blue Moon」
  - E.Guitar：佐々木正明
  - A.Guitar：斉藤雅人
  - Bass：小林修己
  - Other Instruments & Programming：酒井拓也（Arte Refact）
- 06.「colors」
  - Guitar：渡辺拓也
  - Bass：中村昌史
  - Drum：北村望

### Artwork Staff
- Art Director：Takuya Saito（NPC）
- Artwork Coordinator：Tsutomu Soga（NPC）
- Photographer：Susumu Miyawaki（PROGRESS-M）

### Music Video Staff
- Producer：JAMBOi（KANAMEDO）
- Production Manager：Kenta Matsuta（KANAMEDO）
- Director：Hideaki Fukui
- Director of Photography：Takeshi Muramatsu
- Lighting Director：Ryohei Watanabe（OFFICE DOING）
- Special Effects：Kazuaki Sekiyama（Locust）
- Stunt Director：Hideki Tanabe（TAkAHASHI RACING）
- Making Director：Taihei Shiino

## チャート
| チャート（2018年）                  | 最高位 |
| ----------------------------------- | ------ |
| オリコン（週間）                    | 8      |
| オリコン（週間・アニメ）            | 3      |
| オリコン（デイリー）                | 5      |
| Billboard Japan Hot Albums          | 17     |
| Billboard Japan Top Albums Sales    | 11     |
| Billboard Japan Top Download Albums | 94     |